# Syed Muhammad Anwar Kazmi
Syed Muhammad Anwar Kazmi ( 1926 - ) es un botánico somalí.

## Algunas publicaciones
- 1970 - 1971. A Revision of the Boraginaceae of West Pakistan and Kashmir. Journal of the Arnold Arboretum 51(2):133-184; – 51(3):367-402; – 51(4):499-520; – 52(1):110-136; – 52(2):334-363; – 52(3):486-522; – 52(4):666-690.
- 1978. Survey of useful plants of Pakistan: further studies on the useful plants of Pakistan : a proposed replacement project (enviado en 1977). Ed. Pakistan Council of Scientific and Industrial Res. 6 pp.

### Libros
- 1985. Somali plant names. Volumen 11 de CRDP tech. report. Ed. Somali National Herbarium, National Range Agency. 158 pp.
- 1983. A glossary of botanical terms: explanations in English and Somali. Ed. National Herbarium, National Range Agency. 94 pp. Con A.A. Elmi
- 1979. Revision of the genus Carduus (Compositae): Revision der Gattung Carduus (Compositae). Parte 1. Ed. Agriculture Research Service, USDA & National Science Foundation, Washington D. C. 340 pp.
- 1977. Taxonomy Index of botanical names Author index. Bibliography on the botany of West Pakistan and Kashmir and adjacent regions. Ed. Field research projects. 169 pp.
- 1975. Survey of useful plants of West Pakistan. Ed. Pakistan Council of Scientific & Industrial Research. 184 pp.
- 1974. Flora of West Pakistan: Plantaginaceae. Volumen 62. Ed. Stewart Herbarium. 21 pp.
- 1973. References. Volumen 4 de Bibliography on the botany of West Pakistan and Kashmir. Ed. Field research projects. 111 pp.

- La abreviatura «Kazmi» se emplea para indicar a Syed Muhammad Anwar Kazmi como autoridad en la descripción y clasificación científica de los vegetales.[1]